# Cas de Bridgeman Art Library Ltd. contra Corel Corporation
El cas de Bridgeman Art Library Ltd. contra Corel Corporation, 36 F.Supp.2d 191 (S.D.N.I. 1999) va ser un procés resolt per la Cort de Districte per al Sud de Nova York, Estats Units, que va establir que les còpies fotogràfiques exactes d'imatges del domini públic no podien ser protegides per copyright, perquè no tenen originalitat. Fins i tot quan cal un gran exercici d'habilitat, experiència o esforç per a obtenir còpies amb exactitud, és un procés que no té originalitat, la qual és l'element clau per a reclamar copyright a la legislació dels Estats Units. La decisió s'aplica només a imatges bidimensionals com les pintures.
Diverses corts federals han seguit la resolució del cas Bridgeman, tot i que encara està pendent de ser confirmat específicament per la Cort Suprema dels Estats Units. No obstant això, la resolució de La Cort en el cas Feist contra Rural, en la qual es rebutja explícitament la dificultat del treball o les despeses monetàries en l'obtenció de copyright, (en anglès "copyrightability"), sembla donar suport al raonament subjacent al cas Bridgeman.

## Rellevància
Per a les enciclopèdies públiques, com la Wikipedia, suposa que és legalment possible, segons la legislació dels EUA utilitzar imatges fotogràfiques de quadres no protegits per dret d'autor, encara que està per demostrar si açò podria aplicar-se a quadres existents en pinacoteques europees (en el Regne Unit els museus retenen el copyright sobre les seues reproduccions i açò no ha sigut discutit) o de la resta del món, o a fotografies obtingudes per europeus.